# E25 (trasa europejska)
E25 – trasa europejska podstawowa (kategorii A), bezpośrednia północ-południe.

## Przebieg trasy
- Holandia: Hoek van Holland – Rotterdam – Eindhoven – Maastricht
- Belgia: Liège – Bastogne – Arlon
- Luksemburg: Luksemburg
- Francja: Metz – St. Avold – Strasburg – Miluza
- Szwajcaria: Bazylea – Olten – Berno – Lozanna – Genewa – Mont Blanc
- Włochy: Aosta – Ivrea – Vercelli – Alessandria – Genua
- prom
- Francja: Bastia – Porto Vecchio – Bonifacio
- prom
- Włochy: Porto Torres – Sassari – Cagliari
- prom
- Włochy: Palermo

## Galeria

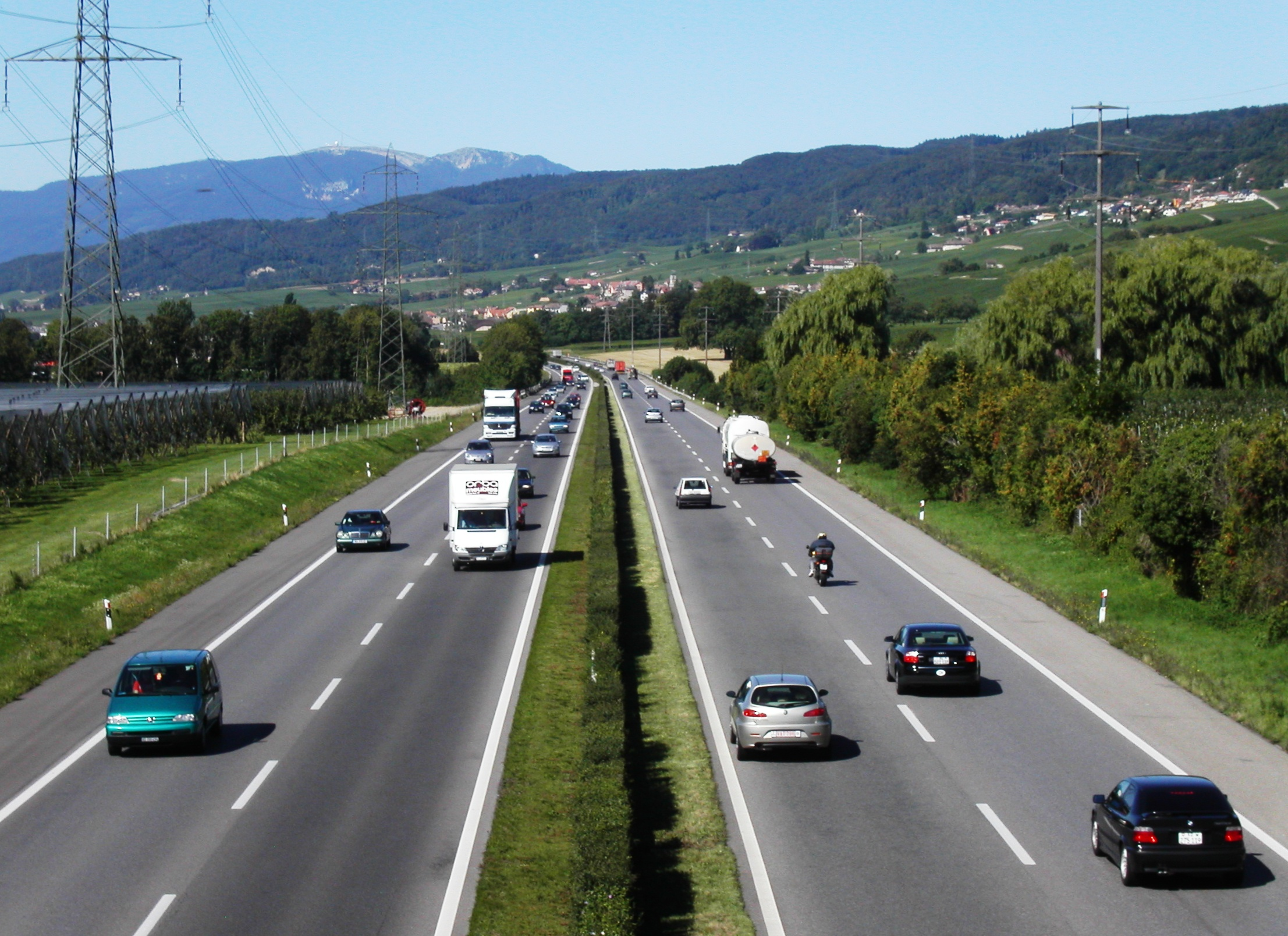
A1 w Szwajcarii
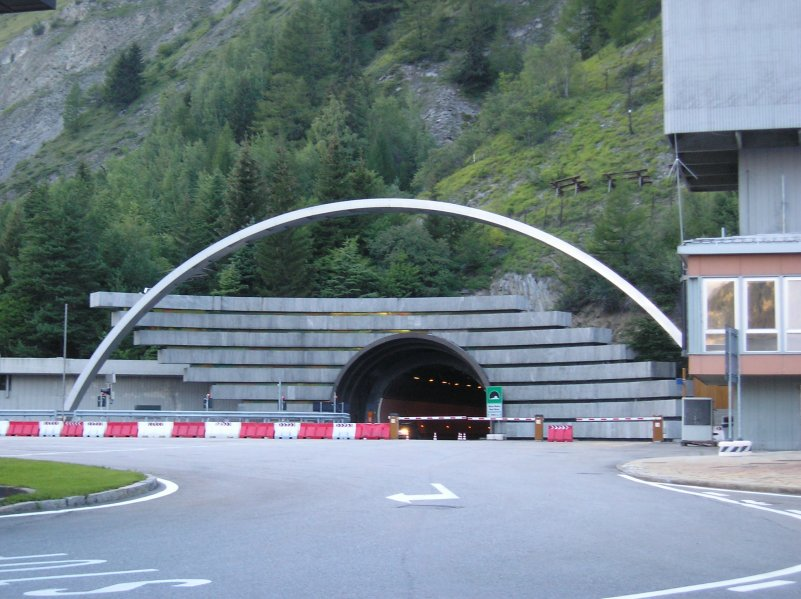
Koniec tunelu Mont Blanc po stronie włoskiej
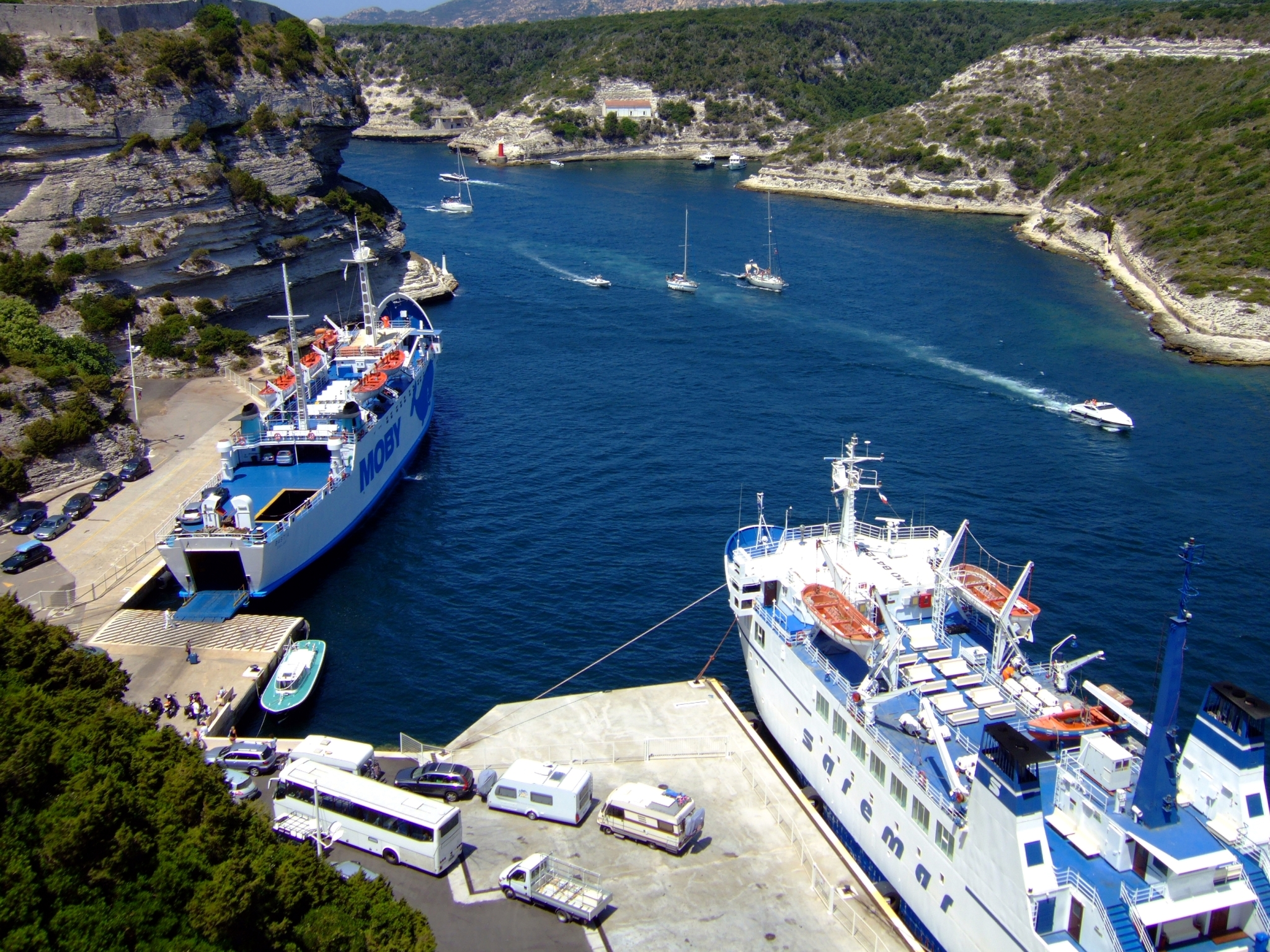
Port promowy w Bonifacio na Korsyce